# Provincia di Sánchez Carrión
La provincia di Sánchez Carrión è una provincia del Perù, situata nella regione di La Libertad.

## Geografia antropica

### Suddivisioni amministrative
È divisa in 8 distretti:
- Chugay
- Cochorco
- Curgos
- Huamachuco
- Marcabal
- Sanagorán
- Sarín
- Sartimbamba